# QSO B1203+645
QSO B1203+645 是一個位在大熊座 的類星體。

## 外部連結
- www.jb.man.ac.uk/atlas/（页面存档备份，存于）
- Simbad（页面存档备份，存于）